# سمبات هفتم باگراتونی
سمبات هفتم باگراتونی (ارمنی: Սմբատ Է Բագրատունի؛ درگذشته ۲۵ آوریل ۷۷۵) نجیب‌زاده ارمنی از دودمان باگراتونی بود. وی و واساک دو پسر آشوت سوم باگراتونی بودند. وی در بین سال‌های ۷۶۱ تا ۷۷۵ میلادی بر شاهزاده‌نشین ارمنستان حکمرانی نمود و در بین سال‌های ۷۷۴–۷۷۵ میلادی نقش اساسی در شوروش ارمنیان بر ضد خلافت عباسیان ایفا نمود. وی در نبرد باگرواند کشته شد. وی پدر آشوت مساکر بود که دژهای خانوادگی را در اوایل سده ۹ میلادی بازسازی نمود.